# Dama del paraguas
La Dama del paraguas es una fuente escultórica situada en el Zoo de Barcelona, en el distrito de Ciutat Vella. Fue creada en 1884 por Joan Roig i Solé. Esta obra está inscrita como Bien Cultural de Interés Local (BCIL) en el Inventario del Patrimonio Cultural catalán con el código 08019/350.

## Historia y descripción

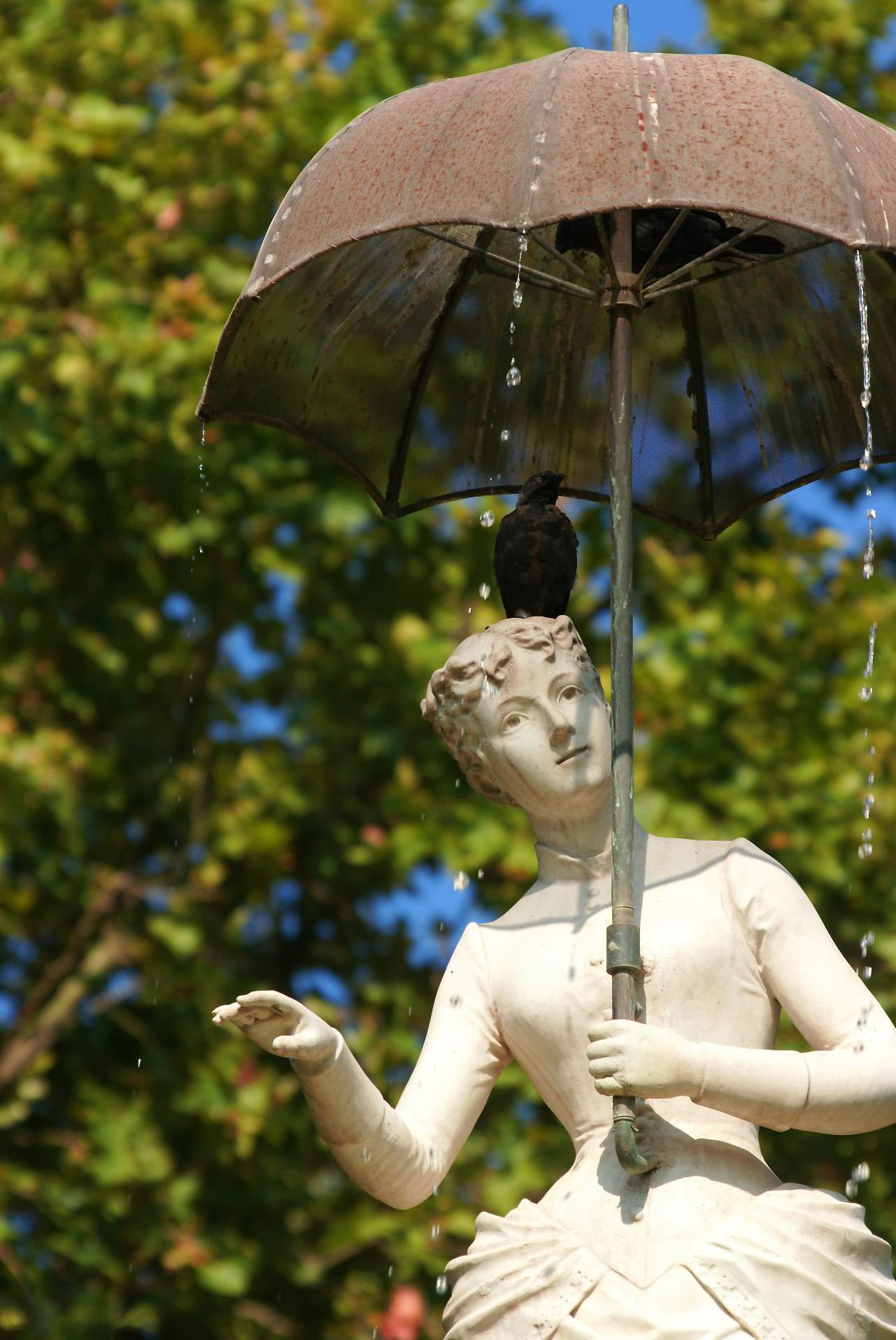
Detalle de la figura.

Esta obra fue creada para la Exposición Universal de 1888, donde ocupaba la galería central del Palacio de la Industria, el edificio principal de la Exposición, desmantelado en 1930. La fuente, formada por dos tazas superpuestas sobre una base de rocalla situada en un estanque circular, fue diseñada en 1882 por Josep Fontserè, el autor de la urbanización del Parque de la Ciudadela, el recinto donde se celebró la Exposición. Según el diseño original, la fuente debía estar culminada por una alegoría del Progreso, que no llegó a ejecutarse. En su lugar, se colocó la Dama del paraguas, una escultura realizada por Joan Roig i Solé en Reus, la localidad natal del escultor. La estatua fue colocada en 1885, y al principio no fue del gusto de los barceloneses de la época, que la consideraron demasiado banal en comparación con el resto de la decoración monumental del parque, más ostentosa. Se llegó incluso a decir que el vestido de la señorita enseguida pasaría de moda y, por tanto, la estatua quedaría obsoleta. Sin embargo, con el tiempo los barceloneses se fueron encariñando con esta simpática figura, y con el tiempo se ha convertido en una de las esculturas más emblemáticas de la ciudad. En los años 1960, el alcalde José María de Porcioles hizo reproducciones de la estatuilla a pequeña escala, que regalaba en ocasiones señaladas. Por otro lado, la productora cinematográfica Barcino Films escogió su imagen como carátula para sus películas.
Situada inicialmente en el recinto del Parque de la Ciudadela, al crearse el Zoo de Barcelona en 1957 quedó dentro de su terreno, por lo que hoy en día es necesario pagar la entrada del parque zoológico para poder verla. En 1985 se le puso un nuevo paraguas, que ya estaba muy deteriorado, y se conservó el original. En 2004 el monumento fue restaurado, y entre otras actuaciones se sustituyeron los antiguos tubos de plomo por unos nuevos de polipropileno.
La figura de la dama, vestida con un traje de época, se encuentra de pie con un paraguas en la mano izquierda, mientras que asoma la derecha en actitud de comprobar si aún llueve. Se trata por tanto de un instante congelado en el tiempo, lo que otorga cierto dinamismo a la figura, alejado de los rigurosos cánones de las representaciones oficiales de la época. Asimismo, el hecho de que el agua caiga desde arriba del paraguas gracias a una canalización interior, confiere vida al conjunto, dando una apariencia de verosimilitud a la escena. Cabe precisar que lo que protege de la lluvia a la dama no es un paraguas propiamente dicho, sino un antucá (del francés en tout cas), que era más pequeño que un paraguas y sin los ornamentos habituales de una sombrilla, por lo que servía tanto para la lluvia como para el sol. La obra fue bien acogida por los fabricantes de paraguas y sombrillas, que cada 4 de mayo, día de su patrón, san Pedro Regalado, le obsequian ramos de flores. Sobre la modelo que sirvió de inspiración para el escultor se barajan dos nombres: según José Iglesias se trataba de Josepa Alimbau i Roig, sobrina del artista, mientras que para Josep Maria Garrut era Bonaventura Ricou i Solé, nacida en Puebla de Segur en 1868. La obra tiene cierta influencia de la escultura francesa de mediados del siglo XIX, especialmente de Jean-Baptiste Carpeaux.